# Aéroport de Salluit
L'aéroport de Salluit (AITA : YZG, OACI : CYZG) est un aéroport situé à Salluit au Nunavik, au Québec. Un service régulier est assuré par Air Inuit plusieurs fois par semaine avec des appareils DHC-6 Twin Otter et Bombardier Dash 8.

## Compagnies et destinations
| Compagnies | Destinations |
| ---------- | --- |
| Air Inuit  | Akulivik, Inukjuak, Ivujivik, Kangiqsujuaq, Kangirsuk, Kuujjuaq (Fort Chimo), Kuujjuarapik, Montréal (P.-E.-Trudeau), Puvirnituq, Quaqtaq, Umiujaq |

Édité le 13/04/2025